# Saprinus kaszabianus
Saprinus kaszabianus är en skalbaggsart som beskrevs av Rolf Martin Theodor Dahlgren 1971. Saprinus kaszabianus ingår i släktet Saprinus och familjen stumpbaggar. Inga underarter finns listade i Catalogue of Life.